# Dryopsophus pratti
Espèce
Synonymes
- Hyla pratti Boulenger, 1911
- Litoria pratti (Boulenger, 1911)

Statut de conservation UICN

 DD  : Données insuffisantes
Dryopsophus pratti est une espèce d'amphibiens de la famille des Pelodryadidae.

## Répartition
Cette espèce est endémique de Nouvelle-Guinée occidentale en Indonésie. Elle se rencontre à environ 2 400 m d'altitude à Wendessi et dans les monts Arfak dans le péninsule de Doberai dans la province de Papouasie occidentale,.

## Description
L'holotype mesure 50 mm.

## Étymologie
Cette espèce est nommée en l'honneur d'Antwerp Edgar Pratt.

## Publication originale
- Boulenger, 1911 : Descriptions of three new tree frogs discovered by Mr. AE Pratt in Dutch New Guinea. Annals and Magazine of Natural History, sér. 8, vol. 8, p. 55–56 (texte intégral).